# IPhone 4
iPhone 4 — четверте покоління сенсорних смартфонів від корпорації Apple.
IPhone 4 був презентований 7 червня 2010 року на Worldwide Developers Conference в Сан-Франциско. Продажі розпочались 24 червня 2010 року в США, Великій Британії, Франції, Німеччині та Японії. Смартфон поставлявся з операційною системою iOS 4.0.
З основних нововведень варто відзначити:
- Екран Retina (англ. сітківка) с IPS-матрицею і роздільною здатністю 960 × 640 (326 пікселів на дюйм) при збереженні діагоналі (3,5″)[4], що в 4 рази більше, ніж у iPhone минулих поколінь, динамічна контрастність екрану — 800:1, що також в 4 рази краще, ніж у минулих поколінь[4].
- 5-мегапіксельну камеру, оснащену автофокусом, п'ятикратним цифровим зумом і LED-спалахом, відсутньої у минулих поколінь, відмітною особливістю камери є можливість запису HD-відео у форматі 720p з частотою 30 кадрів в секунду. Починаючи з iOS версії 4.1 смартфон одержав можливість знімати HDR-фотографії.
- Окантовка з нержавіючої сталі розділена на 3 секції, які виконують функцію антен: одна — для Bluetooth, Wi-Fi і GPS, дві інші (разом) — для модуля UMTS та GSM[5];
- Передня і задня панелі виконані з алюмосилікатного скла, на яке нанесено жировідштовхуюче покриття[6];
- Як центральний процесор iPhone 4 використовується Apple A4[4], тобто той самий, що і на iPad, що забезпечує дуже високу продуктивність;
- Підтримує стандарт Wi-Fi 802.11n із швидкістю передачі даних до 600 Мбіт/с[7]);
- З'явився додатковий просторовий датчик — гіроскоп[8];
- Нову операційну систему — iPhone OS 4.0, перейменовану в день анонсу iPhone 4 в Apple iOS 4[9];

Також Apple організувала досконалішу підтримку корпоративних клієнтів, які використовують iPhone 4. На думку Стіва Джобса, це забезпечить надійніший захист даних..
Вартість iPhone 4 із дворічним контрактом від AT&T в момент початку продажів склала 199 доларів за модель з 16GB і 299 доларів за модель з 32GB вбудованої пам'яті.
Власником iPhone 4 за день до початку офіційних продаж став президент Росії Дмитро Медведєв.
Всього, за даними Apple, на 16 липня 2010 року було продано понад 3 млн iPhone четвертого покоління.
Знятий з виробництва 10 вересня 2013 року.

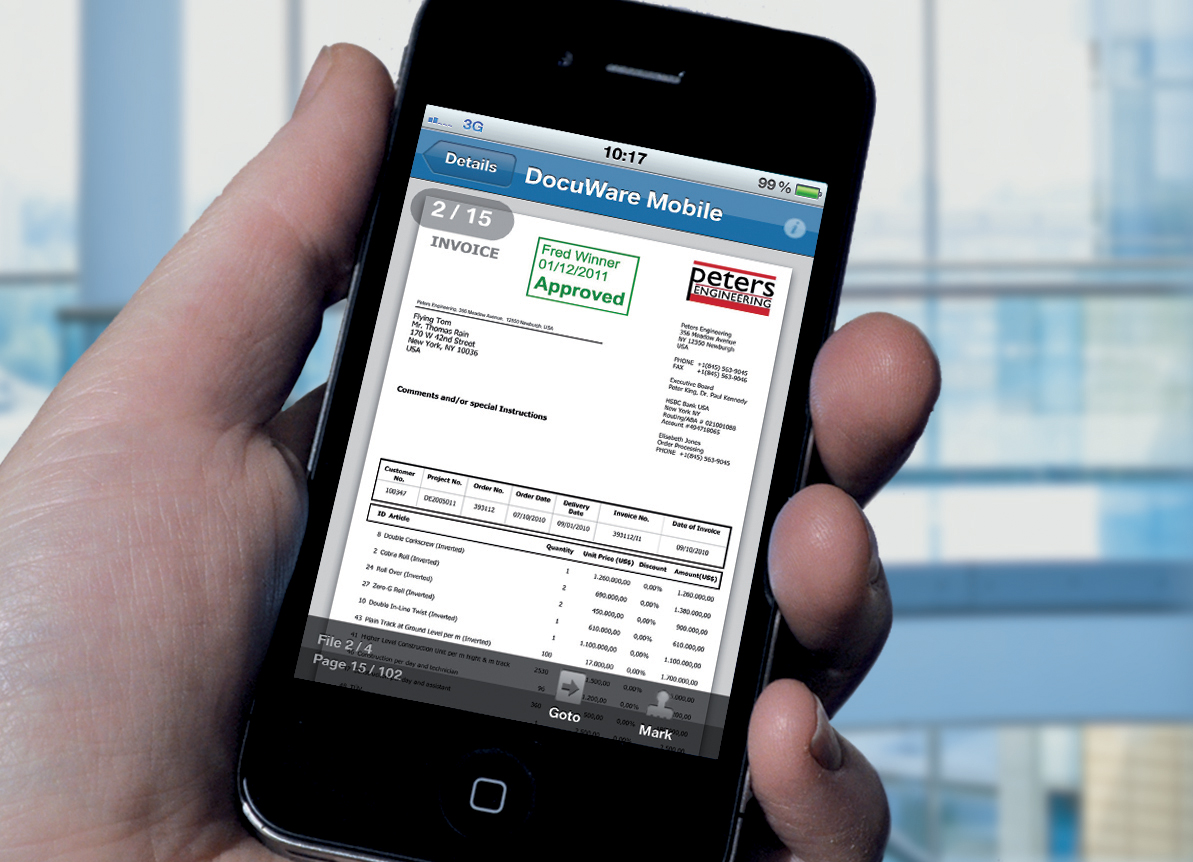
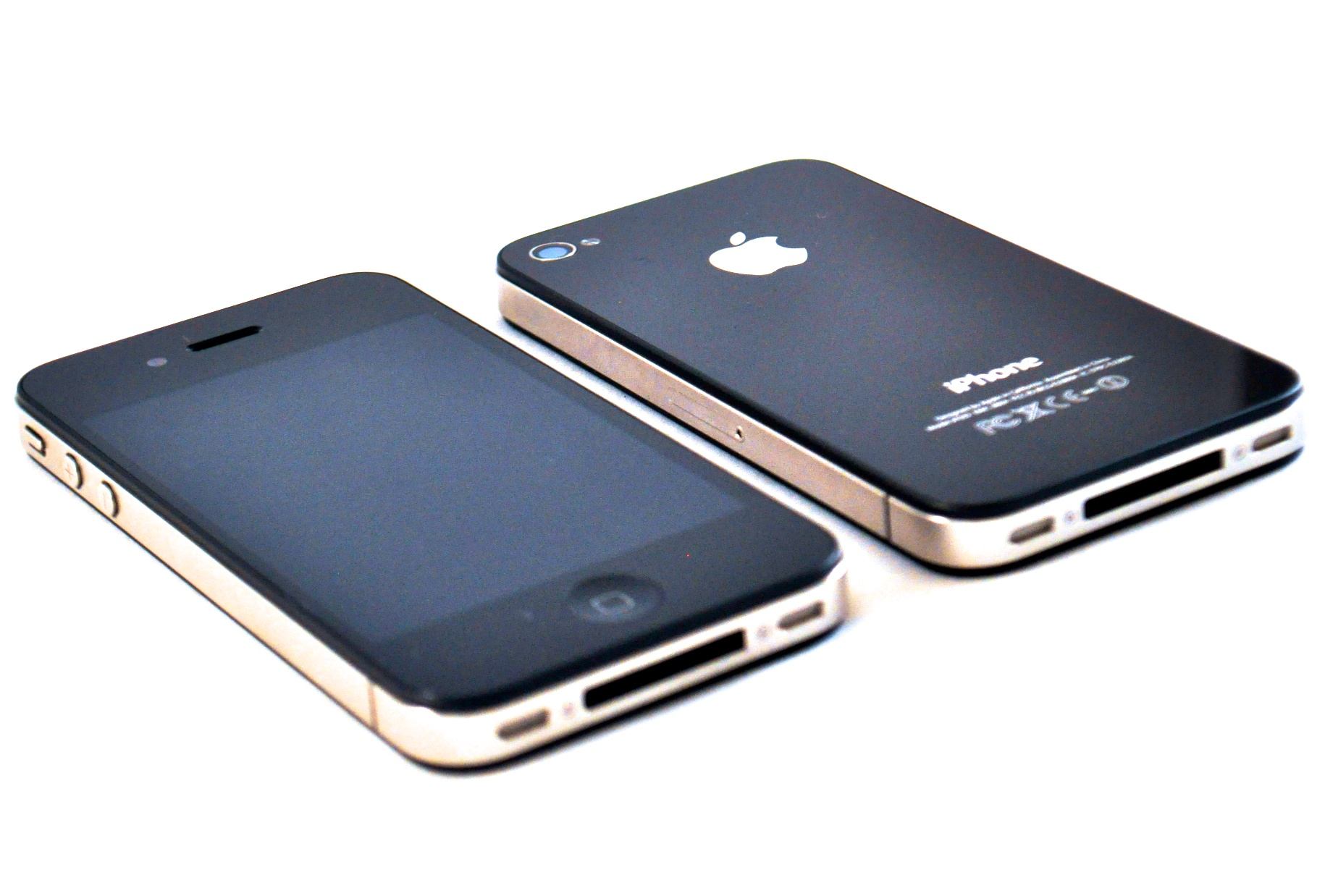
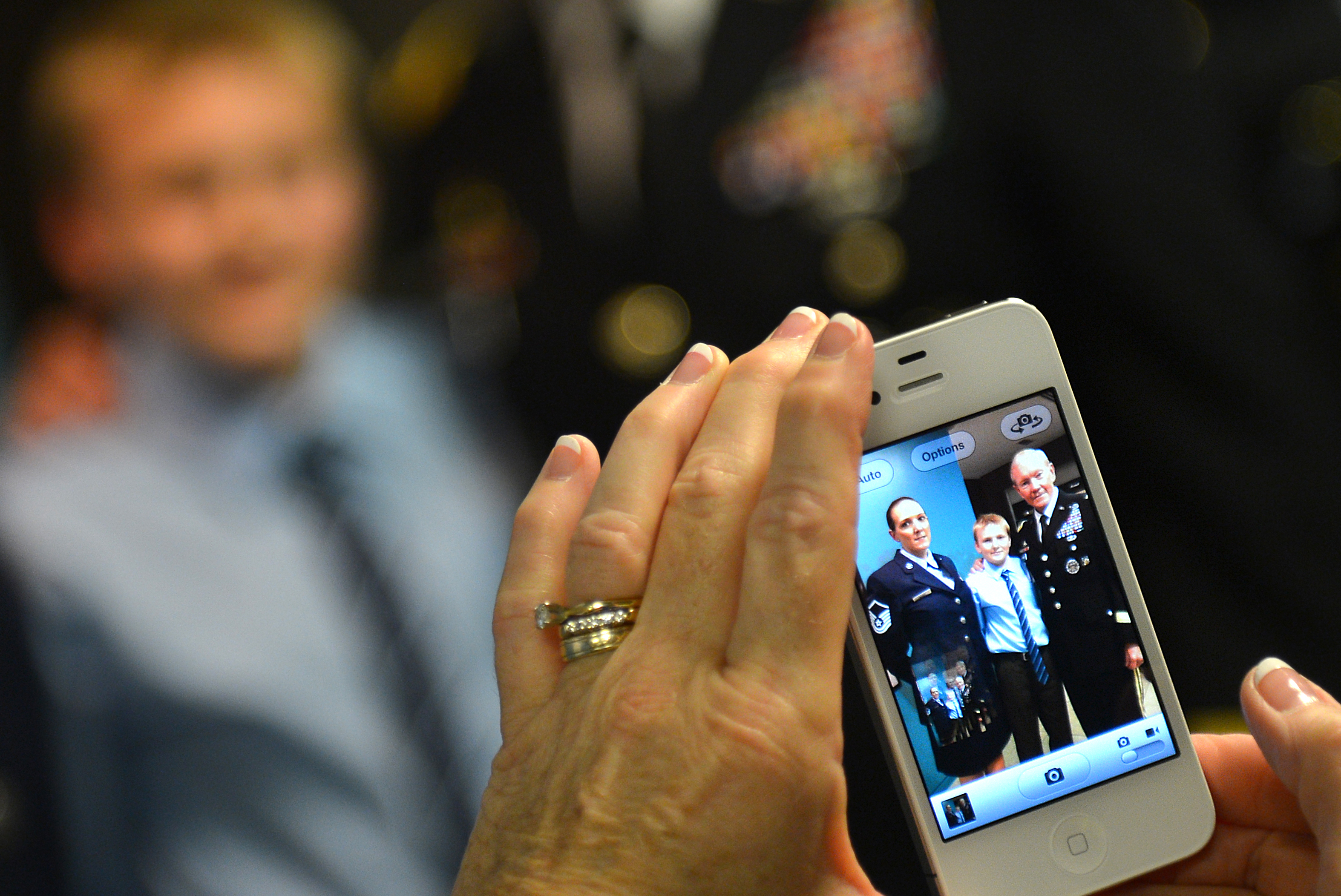
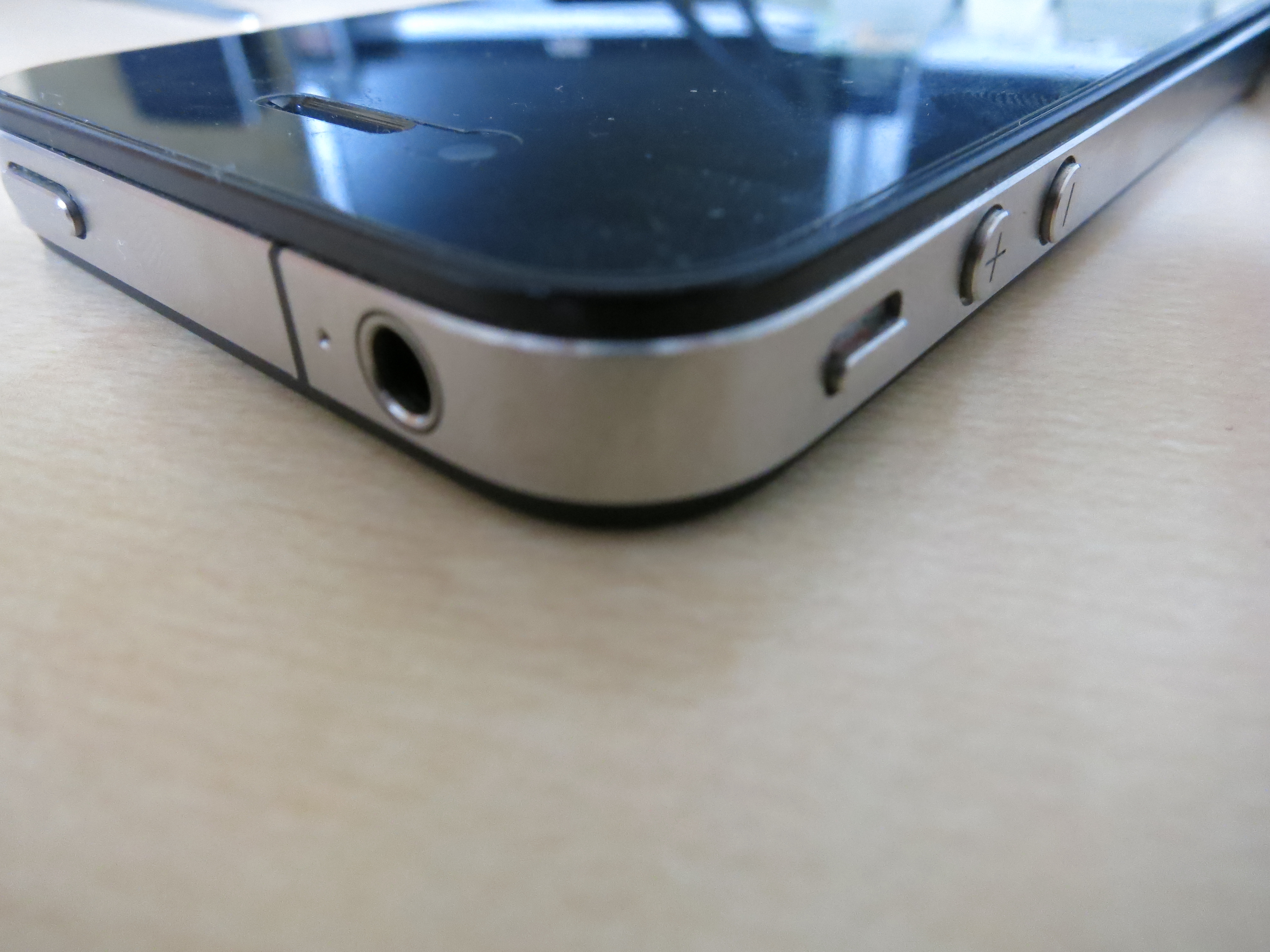
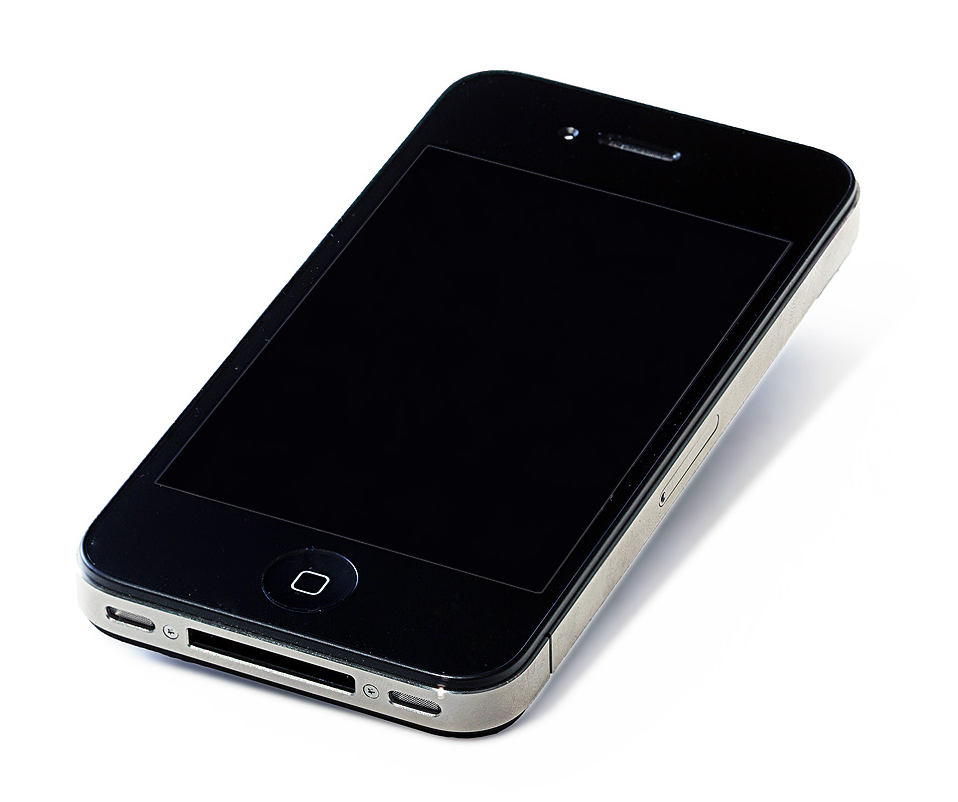
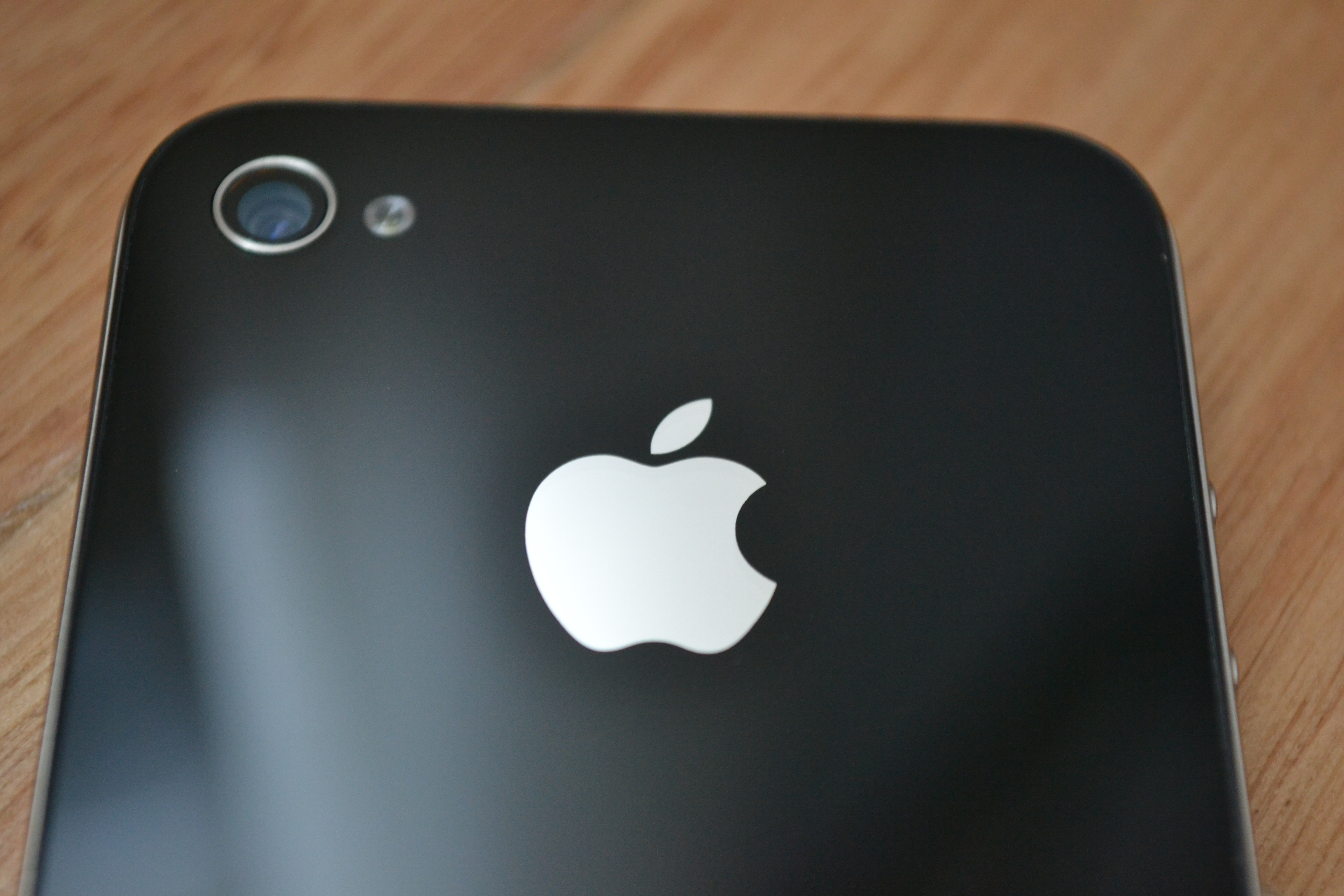
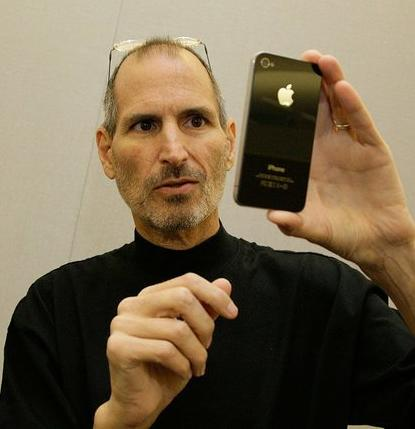